# Fiodor Afanasjew (rewolucjonista)
Fiodor Afanasjewicz Afanasjew (ps. Otiec, Osiecki, Iwanow; ur. 8 lutego?/20 lutego 1859 w Jazwiszczach w guberni petersburskiej, zm. 22 października?/4 listopada 1905 r. w Iwanowie-Wozniesieńsku) – rosyjski robotnik i rewolucjonista, bolszewik, współorganizator strajków w Iwanowie-Wozniesieńsku podczas rewolucji 1905 r.

## Życiorys
Pochodził z rodziny chłopskiej. Gdy miał dwanaście lat, jego rodzina oddała go na naukę zawodu tkacza do Manufaktury Kreenholmskiej w Narwie. W Manufakturze trzynastoletni Afanasjew był świadkiem robotniczego strajku. W kolejnych latach przez pewien czas brał udział w spotkaniach kółka narodnickiego.
W 1887 r. razem z bratem Jegorem przeniósł się do Petersburga, gdzie podjął pracę w tkalni Woronina. Od początku działał w rozwijającym się w rosyjskiej stolicy ruchu robotniczym i w 1889 r. był już jednym z liderów socjaldemokratycznego, marksistowskiego koła Michaiła Brusniewa. W 1891 r. był jednym z organizatorów pierwszych obchodów święta 1 Maja w Rosji. Przemawiał podczas zgromadzenia, wzywając do zmiany systemu gospodarczego i budowy systemu socjalistycznego. Po demonstracji Fiodor Afanasjew znalazł się pod nadzorem policyjnym. Wówczas organizacja Brusniewa skierowała go do Moskwy, by tworzył kolejne koła robotnicze i z czasem doprowadził do rozszerzenia organizacji na kolejne miasta. W Moskwie Afanasjew pracował jako tkacz najpierw w fabryce Fiłonowa, a następnie w Manufakturze Prochorowskiej. Nadal propagował idee socjalistyczne wśród robotników. Śledzony przez policję, w kwietniu 1892 r. Afanasjew wrócił do Petersburga i przez pewien czas pracował w Zakładach Bałtyckich jako robotnik niewykwalifikowany. We wrześniu tego samego roku został aresztowany i spędził rok w więzieniu na Tagance. Następnie został zmuszony do wyjazdu do rodzinnej wsi Jazwiszcze, gdzie miał przebywać na stałe pod nadzorem policyjnym. W grudniu 1894 r., gdy policja zakończyła śledztwo w sprawie grupy Brusniewa, został w trybie administracyjnym skazany na rok więzienia. Karę odbył w petersburskich Kriestach, po czym ponownie przewieziono go do Jazwiszcz pod nadzór policyjny. Otrzymał zakaz powrotu do Petersburga.
Afanasjew bezskutecznie poszukiwał pracy w zawodzie tkacza w Odessie, po czym udał się do Iwanowo-Wozniesieńska, gdzie jego brat przebywał na zesłaniu administracyjnym. Został zatrudniony w fabryce Burylina. Przystąpił do Związku Robotniczego działającego w Iwanowie-Wozniesieńsku, a w 1898 r. przewodniczył zebraniu, podczas którego organizacja ta współtworzyła miejską organizację Socjaldemokratycznej Partii Robotniczej Rosji. W 1898 r. został ponownie aresztowany, jednak wobec braku dowodów winy po miesiącu opuścił areszt. Został jednak zwolniony z pracy i nie znalazł już nowego zatrudnienia w Iwanowie-Wozniesieńsku. Udał się do Rygi, gdzie został przyjęty do pracy w Manufakturze Zassenhofa, pozostając pod nadzorem policji i żandarmerii. Również w Rydze starał się tworzyć organizacje robotnicze.
W 1901 r. krótko przebywał w Petersburgu, następnie w rodzinnej wsi, w Pawłowskim Posadzie i wreszcie w Szui, gdzie podjął pracę w fabryce Nieburcziłowa. W Szui stworzył komórkę Socjaldemokratycznej Partii Robotniczej Rosji i nawiązał kontakt z partyjnym Komitetem Północnym oraz organizacją iwanowsko-wozniesieńską. W listopadzie 1903 r. został ponownie aresztowany w ramach szerszej policyjnej operacji wymierzonej w iwanowsko-wozniesieńską organizację socjaldemokratów. Po raz drugi z braku dowodów wyszedł na wolność po dwóch miesiącach. W styczniu 1904 r. zamieszkał nielegalnie, wbrew nałożonemu zakazowi, w Iwanowie-Wozniesieńsku. Na początku 1905 r. zaczął pełnić obowiązki sekretarza iwanowsko-wozniesieńskiej organizacji partyjnej. W lipcu tego samego roku została ona podniesiona do rangi samodzielnego komitetu partyjnego, na czele którego stanął Fiodor Afanasjew.
Kierowana przez Afanasjewa organizacja współorganizowała strajk generalny w Iwanowie-Wozniesieńsku, który zaczął się pod koniec maja 1905 r. Afanasjew wprowadził do socjalistycznej konspiracji wielu młodych robotników i działaczy, w tym Siemiona Bałaszowa i Michaiła Frunzego.
Strajk w Iwanowo-Wozniesieńsku trwał do 19 lipca?/1 sierpnia 1905 i zakończył się częściowymi ustępstwami ze strony fabrykantów. Po wygaśnięciu strajku organizacja socjaldemokratów kierowana przez Afanasjewa nadal zwoływała robotników na mityngi i kolportowała socjalistyczne ulotki.
Po ogłoszeniu manifestu październikowego w Iwanowie-Wozniesieńsku wybuchły nowe demonstracje. Fiodor Afanasjew, który do tej pory nie występował publicznie, lecz w podziemiu kierował organizacją partyjną, 21 października?/3 listopada 1905 r. przemówił na wielkim wiecu robotniczym w centrum miasta. Wzywał do przejęcia władzy przez proletariat i obalenia samodzierżawia. Dzień później robotnicy zgromadzili się ponownie, po czym ruszyli do miejskiego więzienia, próbując uwolnić więźniów politycznych. Demonstranci zostali odepchnięci od budynku przez oddział Kozaków i uzbrojonych bojówkarzy Czarnej Sotni. Afanasjew razem z częścią demonstrantów wycofał się nad Tałkę, na miejsce, gdzie podczas strajku w maju-lipcu odbywały się zgromadzenia robotników. Działacze Czarnej Sotni  wezwali przedstawicieli robotników do podjęcia z nimi rozmów. Fiodor Afanasjew wyszedł do nich z drugim delegatem i został na miejscu zabity.

## Upamiętnienie
W 1925 r. w Iwanowie w dzielnicy Miniejewo, na terenie dawnego cmentarza Burylinowskiego, odsłonięto obelisk ku czci Fiodora Afanasjewa, Olgi Gienkiny i Siemiona Bałaszowa, trójki czołowych uczestników rewolucji 1905 r. w Iwanowie, którzy w momencie odsłaniania monumentu już nie żyli. Z czasem obelisk został przekształcony w kompleks pomnikowy z aleją nagrobków działaczy robotniczych i komunistycznych; w jej centralnej części znajdują się płyty nagrobne Afanasjewa i Gienkiny. Dwa lata później jedna z ulic miasta otrzymała nazwę Otcowskiej, od partyjnego pseudonimu rewolucjonisty. W 1968 r. w Iwanowie przy ul. Engelsa odsłonięto jego pomnik. Trzy lata później kolejny pomnik został ustawiony w miejscu zabójstwa Afanasjewa. Ukazuje on śmiertelnie rannego rewolucjonistę na rękach towarzyszy. Popiersie Afanasjewa jest jednym z 14 wizerunków rewolucjonistów umieszczonych w alei kompleksu pomnikowego Czerwona Tałka w Iwanowie, odsłoniętego w 1975 r. W tym samym roku na gmachu fabryki Krasnaja Tałka (dawnych zakładów Witowej) wykonana została monumentalna mozaika przedstawiająca czworo rewolucjonistów: Fiodora Afanasjewa, Jewłampija Dunajewa, Michaiła Frunzego i Olgę Wariencową.